# Suécia nos Jogos Olímpicos
A Suécia participou pela primeira vez dos Jogos Olímpicos na edição inaugural de 1896, e enviou atletas para competirem em todos os Jogos desde então, com exceção para os pouco representados Jogos Olímpicos de Verão de 1904. A Suécia ganhou medalhas em todas as edições, exceto duas, a de 1896 e a de 1904. O único outro país a ganhar medalhas em todos os Jogos Olímpicos desde 1908 é a Finlândia.
A Suécia sediou os Jogos em uma ocasião: Jogos Olímpicos de Verão de 1912 em Estocolmo. O Hipismo nos Jogos Olímpicos de Verão de 1956 em Melbourne foi sediado em Estocolmo, devido a razões de quarentena.
Atletas suecos ganharam um total de 475 medalhas nos Jogos Olímpicos de Verão, e outras 118 nos Jogos Olímpicos de Inverno.
O Comitê Olímpico Internacional tinha o chefe de gabinete e instrutor de esportes sueco Viktor Balck como um de seus membros originais. O Comitê Olímpico Sueco foi criado e reconhecido em 1913.

## Candidaturas Olímpicas Suecas
| Ano                                | Local      | Resultado                      | Comentários                                    |
| ---------------------------------- | ---------- | ------------------------------ | ---------------------------------------------- |
| Jogos Olímpicos de Verão de 1912   | Estocolmo  | Candidatura aceita             | Canidatura única                               |
| Jogos Olímpicos de Verão de 1956   | Estocolmo  | Dividiu os Jogos com Melbourne | Declarado co-sede                              |
| Jogos Olímpicos de Inverno de 1984 | Gotemburgo | Segundo eliminado              | Eliminado contra Sarajevo e Sapporo            |
| Jogos Olímpicos de Inverno de 1988 | Falun      | Primeiro eliminado             | Eliminado contra Calgary                       |
| Jogos Olímpicos de Inverno de 1992 | Falun      | Segundo eliminado              | Eliminado contra Albertville e Sófia           |
| Jogos Olímpicos de Inverno de 1994 | Östersund  | Primeiro eliminado             | Eliminado contra Lillehammer                   |
| Jogos Olímpicos de Inverno de 1998 | Östersund  | Segundo eliminado              | Eliminado contra Nagano e Salt Lake City       |
| Jogos Olímpicos de Inverno de 2002 | Östersund  | Primeiro eliminado             | Eliminado contraSalt Lake City                 |
| Jogos Olímpicos de Verão de 2004   | Estocolmo  | Terceiro eliminado             | Eliminado contra Atenas, Roma e Cidade do Cabo |

## Quadro de Medalhas

### Medalhas por Jogos de Verão
| Jogos                      | Ouro           | Prata          | Bronze         | Total          | Posição |
| 1896 Atenas                | 0              | 0              | 0              | 0              | -       |
| 1900 Paris                 | 0              | 0              | 1              | 1              | 20      |
| 1904 St. Louis             | não participou | não participou | não participou | não participou |         |
| 1908 Londres               | 8              | 6              | 11             | 25             | 3       |
| 1912 Estocolmo (país-sede) | 24             | 24             | 17             | 65             | 2       |
| 1920 Antuérpia             | 19             | 20             | 25             | 64             | 2       |
| 1924 Paris                 | 4              | 13             | 12             | 29             | 8       |
| 1928 Amsterdã              | 7              | 6              | 12             | 25             | 4       |
| 1932 Los Angeles           | 9              | 5              | 9              | 23             | 4       |
| 1936 Berlim                | 6              | 5              | 9              | 20             | 7       |
| 1948 Londres               | 16             | 11             | 17             | 44             | 2       |
| 1952 Helsinque             | 12             | 13             | 10             | 35             | 4       |
| 1956 Melbourne/Estocolmo   | 8              | 5              | 6              | 19             | 6       |
| 1960 Roma                  | 1              | 2              | 3              | 6              | 16      |
| 1964 Tóquio                | 2              | 2              | 4              | 8              | 17      |
| 1968 Cidade do México      | 2              | 1              | 1              | 4              | 20      |
| 1972 Munique               | 4              | 6              | 6              | 16             | 11      |
| 1976 Montreal              | 4              | 1              | 0              | 5              | 12      |
| 1980 Moscou                | 3              | 3              | 6              | 12             | 11      |
| 1984 Los Angeles           | 2              | 11             | 6              | 19             | 16      |
| 1988 Seul                  | 0              | 4              | 7              | 11             | 32      |
| 1992 Barcelona             | 1              | 7              | 4              | 12             | 27      |
| 1996 Atlanta               | 2              | 4              | 2              | 8              | 29      |
| 2000 Sydney                | 4              | 5              | 3              | 12             | 18      |
| 2004 Atenas                | 4              | 2              | 1              | 7              | 19      |
| 2008 Pequim                | 0              | 4              | 1              | 5              | 55      |
| Total*                     | 142            | 160            | 173            | 475            |         |

### Medalhas por Jogos de Inverno
| Jogos                       | Ouro | Prata | Bronze | Total | Posição |
| 1924 Chamonix               | 1    | 1     | 0      | 2     | 7       |
| 1928 St. Moritz             | 2    | 2     | 1      | 5     | 3       |
| 1932 Lake Placid            | 1    | 2     | 0      | 3     | 3       |
| 1936 Garmisch-Partenkirchen | 2    | 2     | 3      | 7     | 3       |
| 1948 St. Moritz             | 4    | 3     | 3      | 10    | 1       |
| 1952 Oslo                   | 0    | 0     | 4      | 4     | 10      |
| 1956 Cortina d'Ampezzo      | 2    | 4     | 4      | 10    | 5       |
| 1960 Squaw Valley           | 3    | 2     | 2      | 7     | 5       |
| 1964 Innsbruck              | 3    | 3     | 1      | 7     | 7       |
| 1968 Grenoble               | 3    | 2     | 3      | 8     | 7       |
| 1972 Sapporo                | 1    | 1     | 2      | 4     | 10      |
| 1976 Innsbruck              | 0    | 0     | 2      | 2     | 14      |
| 1980 Lake Placid            | 3    | 0     | 1      | 4     | 5       |
| 1984 Sarajevo               | 4    | 2     | 2      | 8     | 5       |
| 1988 Calgary                | 4    | 0     | 2      | 6     | 5       |
| 1992 Albertville            | 1    | 0     | 3      | 4     | 13      |
| 1994 Lillehammer            | 2    | 1     | 0      | 3     | 10      |
| 1998 Nagano                 | 0    | 2     | 1      | 3     | 17      |
| 2002 Salt Lake City         | 0    | 2     | 5      | 7     | 19      |
| 2006 Turim                  | 7    | 2     | 5      | 14    | 6       |
| 2010 Vancouver              | 5    | 2     | 4      | 11    | 7       |
| Total*                      | 48   | 33    | 48     | 129   |         |

### Medalhas por Esportes de Verão
| Esporte            | Ouro | Prata | Bronze | Total |
| Lutas              | 28   | 27    | 27     | 82    |
| Atletismo          | 19   | 21    | 41     | 81    |
| Hipismo            | 17   | 10    | 14     | 41    |
| Tiro               | 15   | 22    | 18     | 55    |
| Canoagem           | 15   | 11    | 4      | 30    |
| Vela               | 9    | 12    | 12     | 33    |
| Pentatlo moderno   | 9    | 7     | 5      | 21    |
| Natação            | 8    | 14    | 13     | 35    |
| Saltos ornamentais | 6    | 8     | 7      | 21    |
| Ginástica          | 5    | 2     | 1      | 8     |
| Ciclismo           | 3    | 4     | 8      | 15    |
| Esgrima            | 2    | 3     | 2      | 7     |
| Tênis de mesa      | 1    | 1     | 1      | 3     |
| Futebol            | 1    | 0     | 2      | 3     |
| Cabo de guerra     | 1    | 0     | 0      | 1     |
| Boxe               | 0    | 5     | 6      | 11    |
| Tênis              | 0    | 3     | 5      | 8     |
| Handebol           | 0    | 3     | 0      | 3     |
| Tiro com arco      | 0    | 2     | 0      | 2     |
| Remo               | 0    | 2     | 0      | 2     |
| Polo aquático      | 0    | 1     | 2      | 3     |
| Halterofilismo     | 0    | 0     | 4      | 4     |
| Total*             | 139  | 158   | 172    | 469   |

### Medalhas por Esportes de Inverno
| Esporte                 | Ouro | Prata | Bronze | Total |
| Esqui cross-country     | 27   | 17    | 19     | 63    |
| Patinação de velocidade | 7    | 4     | 5      | 16    |
| Patinação artística     | 5    | 3     | 2      | 10    |
| Esqui alpino            | 5    | 2     | 9      | 16    |
| Biatlo                  | 3    | 1     | 6      | 10    |
| Hóquei no gelo          | 2    | 3     | 5      | 10    |
| Curling                 | 2    | 1     | 1      | 4     |
| Salto de esqui          | 0    | 1     | 1      | 2     |
| Combinado nórdico       | 0    | 1     | 1      | 2     |
| Esqui estilo livre      | 0    | 1     | 0      | 1     |
| Snowboard               | 0    | 1     | 0      | 1     |
| Total*                  | 51   | 35    | 49     | 135   |

*O total de medalhas inclui 6 medalhas - 3 ouros, 2 pratas e 1 bronze – conquistadas na Patinação artística nos Jogos Olímpicos de Verão de 1908 e de 1920. Essas medalhas estão incluídas no total de medalhas dos Jogos de Verão e dos esportes de inverno. Por conta disso, os totais de medalhas para Jogos de Verão e de Inverno e para os esportes de verão e de inverno não combinam.